# Advertising Standards Authority
L'Advertising Standards Authority (ASA) è l'organismo di autoregolamentazione dell'industria pubblicitaria nel Regno Unito. L'ASA è un'organizzazione non statutaria e quindi non può interpretare o far rispettare la legislazione. Tuttavia, il suo codice di condotta pubblicitaria riflette in larga misura la legislazione in molti casi. L'ASA non è finanziata dal governo britannico, ma da un prelievo sull'industria pubblicitaria.
Il suo ruolo è quello di "regolare il contenuto delle pubblicità, delle promozioni di vendita e del marketing diretto nel Regno Unito" indagando su "reclami presentati contro pubblicità, promozioni di vendita o marketing diretto" e decidendo se tali contenuti siano conformi ai codici di condotta pubblicitaria. Questi codici stabiliscono che "prima di distribuire o sottoporre una comunicazione di marketing per la pubblicazione, i responsabili del marketing devono possedere prove documentali per dimostrare tutte le affermazioni, dirette o implicite, che siano suscettibili di verifica oggettiva" e che "nessuna comunicazione di marketing deve fuorviare, o essere suscettibile di fuorviare, per inesattezza, ambiguità, esagerazione, omissione o altro". L’agenzia ha inoltre imposto restrizioni alle pubblicità che mostrano donne scarsamente vestite.

## Compiti e funzioni

### Stampa
Solitamente, le pubblicità inserite in spazi a pagamento su giornali (sia nazionali che locali) e riviste pubblicate nel Regno Unito rientrano nell'ambito di competenza dell'ASA. Questa categoria include anche accordi reciproci che non comportano pagamenti in denaro effettivi. I pubbliredazionali rientrano anch'essi nel mandato dell’ente, purché esista un qualche tipo di accordo reciproco e il controllo sul contenuto dell’pubbliredazionale sia detenuto dall’inserzionista. Tuttavia, se il controllo sull’pubbliredazionale è mantenuto dal redattore della pubblicazione, il contenuto sarà probabilmente considerato editoriale piuttosto che pubblicitario.
Media radiotelevisivi
Nel novembre 2004, il controllo della regolamentazione della pubblicità radiotelevisiva, precedentemente svolto da enti statali, è stato trasferito all'ASA con un contratto provvisorio della durata di due anni. Le sponsorizzazioni sono considerate parte del contenuto del programma e, pertanto, non rientrano nell’ambito di competenza dell'ASA. Le affermazioni fatte nei canali di televendita possono generalmente essere esaminate dall'ASA, ma i reclami relativi alla mancata consegna degli articoli difficilmente verranno presi in considerazione, a meno che non ci siano prove che il canale di vendita abbia tratto in inganno i consumatori o che la mancata consegna rappresenti un problema diffuso.
Marketing diretto
Il marketing diretto, gli opuscoli, i volantini, le e-mail non richieste e le vendite per corrispondenza rientrano nell’ambito di competenza dell’ASA. Elementi come orari e listini prezzi, invece, sono solitamente esclusi dal suo mandato. Anche la corrispondenza privata, come una lettera del medico o una fattura, è al di fuori della sua competenza, sebbene un volantino incluso in tale corrispondenza sia soggetto al controllo dell'ASA se promuove un prodotto nuovo o diverso.
Internet
Dal marzo 2011, l’ambito di competenza dell’ASA include anche le affermazioni che appaiono sul sito web di un’azienda, oltre a quelle presenti in spazi pubblicitari a pagamento su Internet, come finestre pop-up, banner pubblicitari e link sponsorizzati. Le promozioni di vendita online rientrano nelle competenze dell'ASA, a condizione che compaiano nello "spazio web britannico".
Promozioni di vendita
L’Institute of Sales Promotion (ISP), che opera secondo lo stesso codice dell’ASA, può segnalare all’ASA eventuali reclami quando ritiene che siano state violate le regole sulle promozioni di vendita. Non esiste una definizione chiara di cosa si intenda per promozione di vendita ai fini del codice, ma esempi comuni includono:
- Offerte “prendi due ed uno è in regalo”
- Offerte “25% di prodotto in più gratis”
- Sconti
- Programmi di fidelizzazione, come le carte di fedeltà
- Gratta e vinci, lotterie, estrazioni a premi

Non tutte le offerte che prevedono un regalo con un acquisto specifico sono necessariamente considerate promozioni di vendita. Ad esempio, un’offerta per un telefono cellulare che include un auricolare Bluetooth gratuito può essere considerata parte di un pacchetto, piuttosto che una promozione di vendita.
Limite di tempo
L'ASA considera tipicamente solo le pubblicità apparse nei tre mesi precedenti, sebbene ci siano alcune eccezioni a questa regola, in particolare nei casi in cui non fosse possibile per il reclamante sapere che la pubblicità fosse fuorviante al momento della sua pubblicazione, come nel caso di una pubblicità per un investimento a lungo termine.

## Sanzioni

### Pubblicità negativa
L'ASA pubblica settimanalmente le sue decisioni sul proprio sito web ogni mercoledì. Per gli influencer sui social media che non divulgano chiaramente quando stanno facendo pubblicità, l'ASA può pubblicare i loro dati per un massimo di tre mesi e fare pubblicità mirate sui social media per informare gli utenti di questa situazione.

### Consulenza sulla pubblicità
L'ASA può ordinare agli inserzionisti di non pubblicare la pubblicità se prima il team di Consulenza sulla pubblicità del CAP non ha esaminato e approvato l'annuncio. Ad esempio, l'ASA ha chiesto alla French Connection UK Ltd, che produce abbigliamento con il marchio FCUK, di sottoporre tutte le sue pubblicità al controllo preventivo del team di Consulenza sulla pubblicità del CAP.

### CAP Compliance Team
Il CAP Compliance Team è il braccio esecutivo dell’ASA e del CAP. Questo team lavora per garantire che gli inserzionisti rimuovano le affermazioni problematiche. Il CAP Compliance Team non fornisce riscontro ai reclamanti né pubblica i risultati del proprio lavoro. Tuttavia, una parte delle sue attività consiste nel contattare i proprietari dei media per informarli di non accettare pubblicità da inserzionisti problematici finché gli annunci non siano stati preventivamente approvati dal team di Consulenza sulla pubblicità del CAP.

### Trading Standards
L'ASA può, come ultima risorsa, segnalare gli inserzionisti ai Trading Standards quando questi non sono disposti o non sono in grado di rispettare le sue regole. Gli ufficiali dei Trading Standards hanno poteri legali per applicare un’ampia gamma di sanzioni, inclusi procedimenti penali o altre azioni legali.

### Ofcom
L'ASA può anche segnalare inserzionisti problematici nel settore radiotelevisivo all’Ofcom, così come fornitori di video on demand e piattaforme di condivisione video. I broadcaster sono direttamente responsabili per le pubblicità trasmesse sui loro canali e rispondono quindi direttamente all’Ofcom, l’autorità che rilascia le licenze. Ofcom ha il potere di imporre multe o revocare licenze. Ad esempio, in seguito a oltre 1.000 reclami ricevuti dall’ASA contro il canale di televendite Auction World.tv, l’ASA ha segnalato il caso all’Ofcom, che ha riscontrato una violazione della licenza da parte dell’azienda e l’ha multata. Auction World.tv è infine entrata in amministrazione controllata ed è uscita dal mercato.